# Стећци у Мишљену
Некропола са стећцима у селу Мишљен представља скуп од 43 средњовековниа стећка у селу Мишљен, општина Љубиње, Република Српска.

## Положај
Село Мишљен налази се око 8 километара ваздушне линије западно од Љубиња. Смештено је на продуженој мањој кречњачкој висоравни, на 660 метара надморске висине планине Липнице (1067 m), која се благо спушта према западу између Пјешивца (951 m) и Илијине главе (804 m).

## Историја
Мишљен је у позном средњем веку улазио у састав жупе Попово и налазио се у поседу властеоске породице Николића. Околину Мишљена у 15. веку насељавала су влашка племена Бурмаза, Мириловића, Глеђеваца, Поцрња, Примиловића и Банчића.
Средњовековна некропола стећака у селу Мишљен код Љубиња промакла је досадашњим истраживачима овог типа споменика, иако се околини Мишљена налазе се некрополе стећака у Орашју, Храсну и Банчићима.
Систематско истраживање стећака љубињског краја, као и Поповог поља, обавио је 60их година прошлог века Шефик Бешлагић. Резултати ових напора сажети су у три рада, али ни у једном своје место није пронашла некропола на Мишљену. Тако се ни и у капиталном делу, које је исти аутор објавио 1971. године и где су пописани сви до тада познати стећци Југославије, не помиње некропола на Мишљену. Александар Ратковић је 2002. године објавио монографију чија је амбиција била да се на једном месту објаве сви средњовековни стећци и црквишта данашње општине Љубиње, али ни она није обухватила некрополу на Мишљену. Ни у најновијем делу Дубравка Ловреновића, које третира ову област, нигде се не помиње некропола на Мишљену.

## Опис
Споменици су веома богато украшени, а од украса су најчешће хералдичке композиције штита и мача, сцене лова на јелене, поворке срна, кола и борбе пешака и коњаника, затим бордуре од повијене линије са тролистовима и од косих паралелних линија између две паралелне линије и мотиве розете, крста и полумесеца. На основу украса и типа надгробника, некропола се може датирати у време од краја 14. до 16. века.
Истраживања на Мишљену обављена су током 2011. године, а током истих извршено је чишћење, опис, фотографисање и мерење орнаментисаних споменика око цркве Светог Василија Острошког.
Око православне цркве, посвећене Светом Василију Острошком, која је обновљена 1900. године око које се налази и активно православно гробље (Самопјана, Будинчића и Ђордана), налази се некропола од 43 стећка. У овој некрополи евидентирано је 36 сандука, од којих је 11 украшено, 3 плоче од којих је једна украшена, 2 крста, оба украшена, један украшен слемењак и један украшен високи сандук. Сви стећци, са незнатним одступањима, оријентисани су правцем исток-запад. Проценат украшености некрополе износи 37%, што је изузетан проценат и за некрополе љубињског краја, где је Бешлагић на узорку од 633 тада позната споменика израчунао проценат украшености од 17% и једино је некропола на Банчићима по проценту украшености једнака Мишљену. Украси који се срећу на Мишљену карактеристични су за овај део Херцеговине и на основу њих, као и на основу облика одређених споменика, може се претпоставити да је некропола била активна крајем 14, као и кроз 15. и 16. век.

### Мотиви
Бордуре које су евидентиране на Мишљену срећу се у готово свим некрополама југоисточне Херцеговине и могу се поделити на три врсте:
- Повијена линија са тролистом, јавља се пет пута на ниским сандуцима, три пута при врху вертикалних страна, два пута су горње хоризонталне стране оивичене овим мотивом и једном на забату слемењака
- Бордура од косих линија између две паралелне линије, која симболизује уже, јавља се на пет споменика[11]
- Бордура од цик-цак линија представљена је на два штита, на високом сандуку на косој пречки штита са западне стране, као двострука цик цак линија и као обруб косог штита на горњој хоризонталној плохи плоче.

Розета, која је најчешћи симбол средњовековних стећака, представљена је на Мишљену четири пута, три пута у хералдичкој композицији штита и мача и једном са горње стране сандука као рељефни приказ крст розете. У два случаја ради се о осмолисним розетама у кружном венцу, једном о шестолисној розети без кружног венца и о четворолисној крст розети.
Крст као украс приказан је само једном, као симбол исклесан у плитком рељефу унутар кога се налази шест кружница, на западној страни споменика у облику крста. Сличан мотив крста са уписаним кружницама налази се у Башићима код Гацка. На некрополи у Мишљену налазе се два споменика у облику крста. Ови споменици у науци се сматрају нешто млађим у односу на остале облике и појављују се од друге половине 15. века.
Мотив полумесеца јавља се два пута, једном на штиту у хералдичкој композицији скупа са розетом и усамљен са западне стране крста чији се горњи врх полукружно завршава.
Хералдичке композиције штита иза кога је постављен мач осликане су на четири споменика. У три случаја ради се о правоугаоним штитовима, док је једном реч о косом штиту. Мачеви су у сва четири случаја смештени иза штитова и то у три наврата праволинијски, док је један мач постављен укосо. Украси који се јављају на штитовима су шестолисна розета у комбинацији са косом пречком и полумесецом, осмолисне розете у кружним венцима и коса пречка декорисана бордуром од цик-цак линија. Полумесеци на штиту, сами или у комбинацији са розетама, најчешћи су од Поповог поља према обали, док су око Стоца штитови најчешће украшени розетама. Идентична композиција штита подељеног косом пречком у чијем је горњем пољу полумесец, а у доњем шестолисна розета, налази се и у Врањеву селу код Неума у некрополи у којој су сахрањивани кнежеви из породице Николића.
Архитетонски мотив романичких аркада на стубовима са постољем налази се на једном сандуку са све четири стране. Овај тип аркада у науци се сматра и најстаријим, а датиран је на основу натписа на сандуку у Величанима под којим је сахрањена монахиња Полихранија, из 1391. године.
Фигурална представа лова на јелене јавља се два пута, на северној страни високог сандука у коме учествују коњаник са копљем, пешак са луком и стрелом и пас, док јелен бежи ка западу; и на западној страни ниског сандука у којој учествују коњаник са копљем и пешак са луком и стрелом, док јелен бежи ка северу.
Приказ срна у низу јавља се на Мишљену два пута на северним странама два суседна споменика. У оба случаја су приказане по четири животиње. У једном случају срне су приказане испод бордуре од повијене линије са тролистовима. Постоји и приказ усамљене срне на западној страни једног сандука.
Мотив јелена и иначе је најчешћи у околини Љубиња, где се према Бешлагићу јавља 22 пута, али ни са представама са Мишљена овај број није коначан, јер се овај мотив јавља на још једном броју непубликованих стећака.
Усамљени коњаник јавља се два пута, у оба случаја на северним странама ниских сандука. У једном случају коњаник је окренут ка северу и има копље подигнуто за борбу, док је у другом случају представа коњаника оријентисана ка југу и коњаник десну руку држи на боку док левом придржава узде. Овај мотив карактеристичан је за подручје источне Херцеговине, а најчешћи је у околини Билеће и даље према Требињу и Никшићу.
Приказ борбе коњаника са копљима у којој учествују три коњаника представљен је на јужној страни ниског сандука. Овај мотив конфронтираних коњаника, у коме су додуше представљена два коњаника, један је од најстаријих датираних фигуралних композиција на средњовековним стећцима и може се сместити у прву половину 15. века, а на основу натписа са споменика у Кључу код Автовца, који помиње ратника који је умро у служби код Сандаља Хранића (1404—1435).
Фигурална композиција борба три пешака мачевима представљена је са јужне стране ниског сандука. Сличан мотив среће се и на Радимљи код Стоца.
Мотив кола појављује се у некрополи на Мишљену три пута. На јужној страни сандука налази се композиција од осам женских фигура које се држе за руке. Са западне стране једног сандука смештен је призор мешовитог кола, где су мушкарци у средини и држе се за руке, док су жене са крајева кола и држе мушкарцима изнад глава предмет који, због корозије кречњака, није могуће идентификовати. Ипак, на основу сличних мотива из окружења могло би се претпоставити да се вероватно ради о представи тролиста. Трећи мотив кола је са источне стране високог сандука и састоји се од три мушке и две женске фигуре представљене наизменично.